# Балка Григорівка
Балка Григорівка — річка в Україні, у Криворізькому районі Дніпропетровської області. Ліва притока Кам'янки (притока Базавлука).

## Опис
Довжина річки 11 км, похил річки — 2,7 м/км. Площа басейну 44,8 км². Місцями пересихає.

## Розташування
Бере початок на південному заході від села Петрове. Тече переважно на південний захід через Ізлучисте і впадає у річку Кам'янку, праву притоку Базавлука.